# Volgodonsk

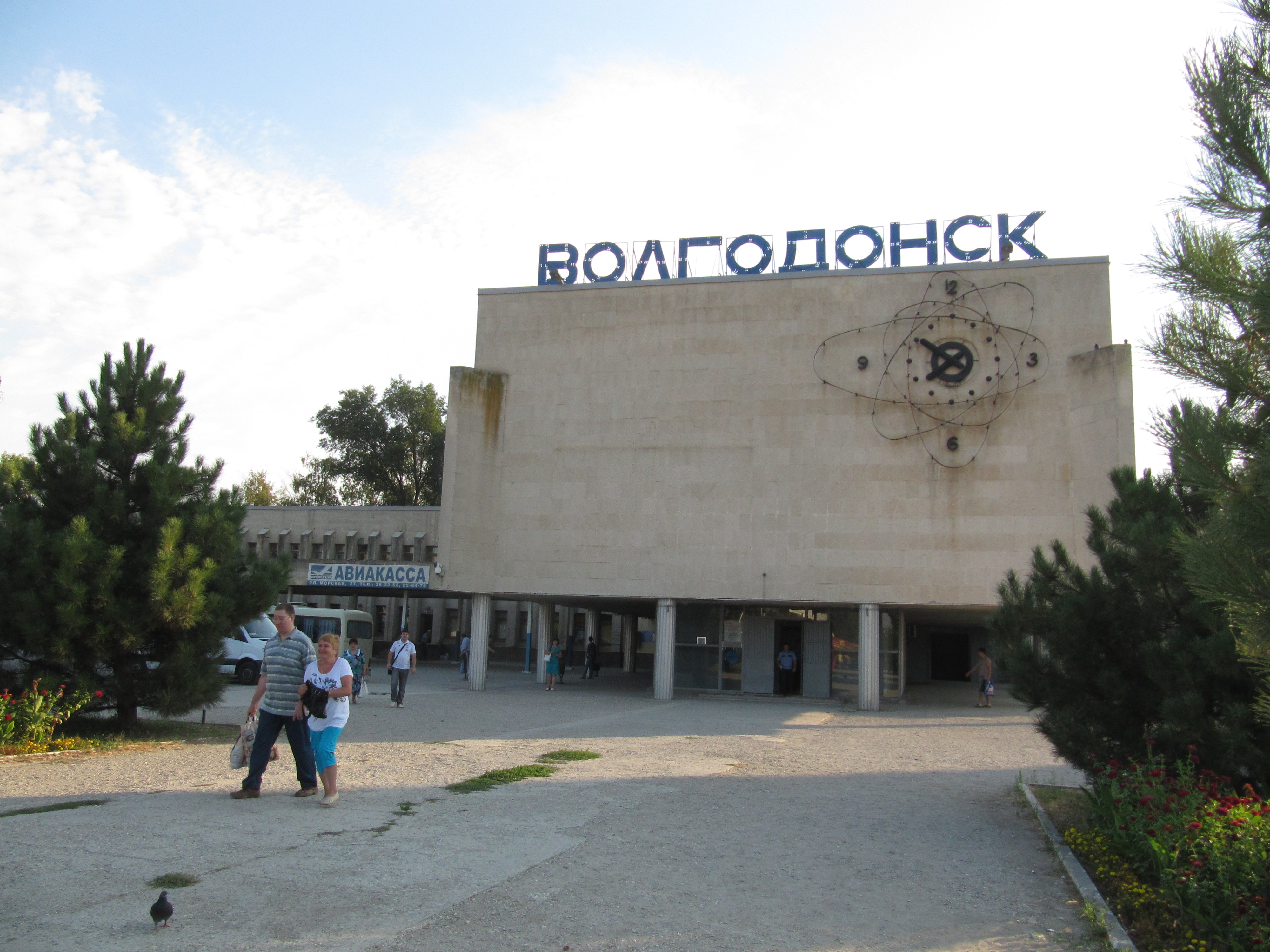

Volgodonsk (tiếng Nga: Волгодонск) là một thành phố Nga. Thành phố này thuộc chủ thể Rostov Oblast. Thành phố có dân số 165.994 người (theo điều tra dân số năm 2002. Đây là thành phố lớn thứ 103 của Nga theo dân số năm 2002.